# Diane Schuur
Diane « Deedles » Schuur, née le 10 décembre 1953 à Tacoma, est une chanteuse  et pianiste américaine de jazz. Elle a travaillé avec Quincy Jones, Stan Getz, B. B. King, Dizzy Gillespie, Maynard Ferguson, Ray Charles, Joe Williams et Stevie Wonder. Comme ce dernier, Diane Schuur est aveugle, ayant été atteinte par la Rétinopathie du prématuré.
Elle a remporté deux Grammy Awards.